# Akademia Sztuk Pięknych im. Eugeniusza Gepperta we Wrocławiu
Akademia Sztuk Pięknych im. Eugeniusza Gepperta we Wrocławiu – państwowa akademia sztuk pięknych we Wrocławiu, założona w 1946 jako Wyższa Szkoła Sztuk Pięknych, od 2008 nosi imię Eugeniusza Gepperta. 

## Historia
W styczniu 1946, decyzją Ministra Kultury i Sztuki, do Wrocławia skierowany został Eugeniusz Geppert, z zadaniem założenia Wyższej Szkoły Sztuk Pięknych w zniszczonym działaniami wojennymi mieście. Na siedzibę szkoły wyznaczono dwa budynki: przedwojennej Miejskiej Szkoły Rzemiosł i Przemysłu Artystycznego (mieszczącej się przy obecnej ul. Traugutta) oraz dawnej Państwowej Akademii Sztuki i Rzemiosła Artystycznego (pl. Polski 3/4). W tym samym roku odbyły się: kurs plenerowy i egzamin na pierwszy rok studiów. 15 października 1946  odbyła się inauguracja pierwszego roku akademickiego. Zajęcia na uczelni prowadzone były początkowo w pracowniach malarstwa, rysunku i rzeźby. Wkrótce przystąpiono do organizowania warsztatów ceramiki, szkła, drewna i metalu, realizując tym samym zalecenie Ministerstwa, nakazującego skupienie się na kształceniu projektantów dla odradzającego się przemysłu szklarskiego i ceramicznego.
Kadrę nowo powstającej uczelni tworzyli malarze: Leon Dołżycki, Emil Krcha, Stanisław Pękalski, Maria Dawska; malarz, grafik i projektant szkła Stanisław Dawski; projektantka szkła Halina Jastrzębowska; projektanci wnętrz i mebli: Władysław Wincze i Marian Sigmund, ceramicy Julia Kotarbińska i Rudolf Krzywiec (związani z przedwojennym „Ładem”). W kolejnych latach rzeźbiarze Borys Michałowski Jerzy Boroń, Mieczysław Zdanowicz, Xawery Dunikowski.
Dalsze lata przyniosły sukcesy wykładowców i absolwentów uczelni na krajowych i zagranicznych wystawach i konkursach Z ciekawych inicjatyw, warto wymienić również powstanie (1957 r.) „Teatru Sensybilistycznego” łączącego działania z pogranicza teatru eksperymentalnego i happeningu. 
Od 1946 uczelnia nosiła następujące nazwy: 
- 1946–1949 Wyższa Szkoła Sztuk Pięknych we Wrocławiu
- 1949–1996 Państwowa Wyższa Szkoła Sztuk Plastycznych we Wrocławiu
- 1996–2008 Akademia Sztuk Pięknych we Wrocławiu
- od 2008 Akademia Sztuk Pięknych im. Eugeniusza Gepperta we Wrocławiu

Od 2007, w parku przy ul. Traugutta, uczelnia organizuje imprezę plenerową pt. Festiwal Wysokich Temperatur, na której prezentowane są na żywo pokazy artystyczne z obszaru odlewnictwa żeliwa, wypalania ceramiki, czy hutnictwa szkła.

## Struktura uczelni
- Wydział Malarstwa i Rysunku
  - Katedra Malarstwa
  - Katedra Rysunku

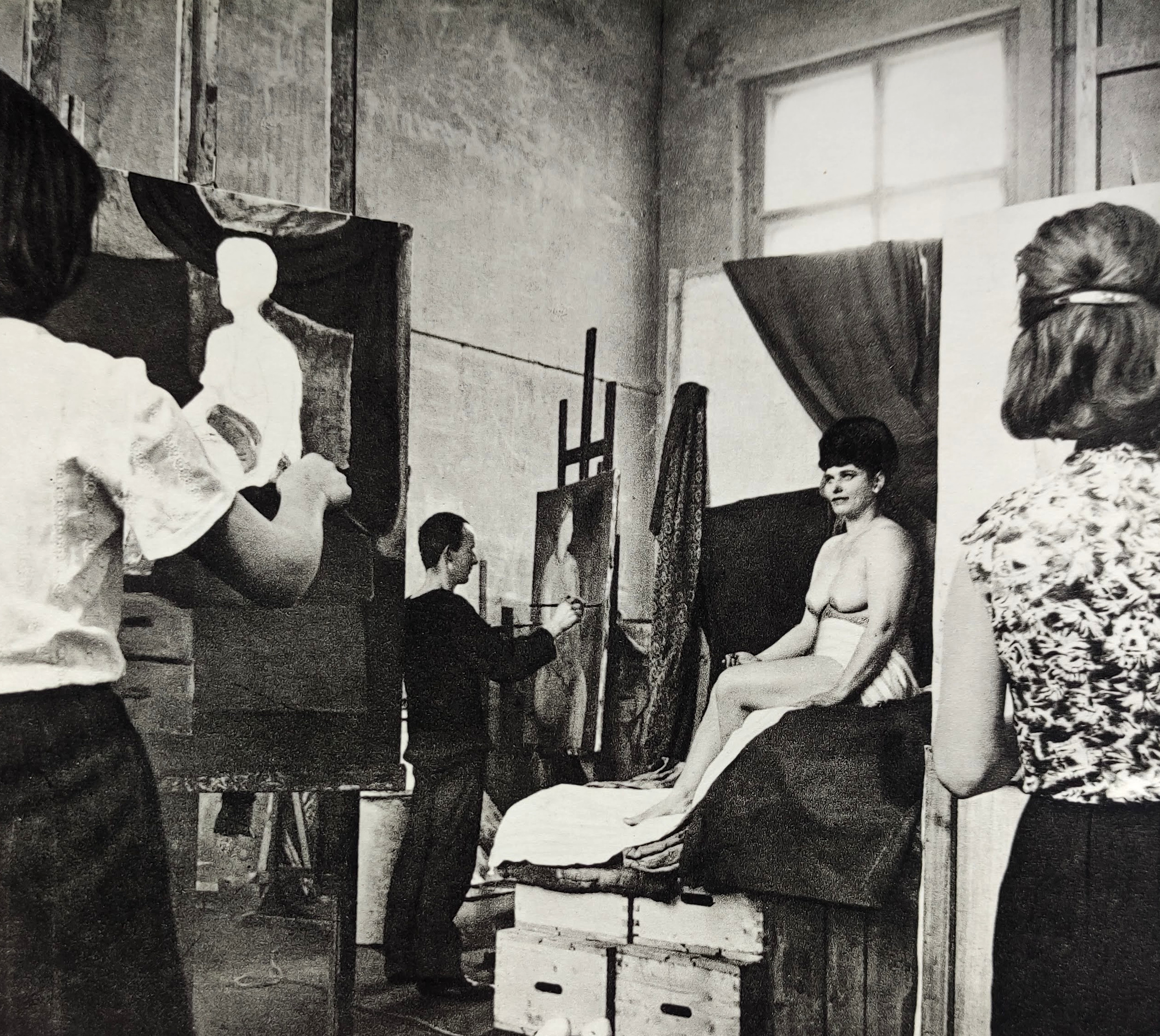
Pracownia malarska

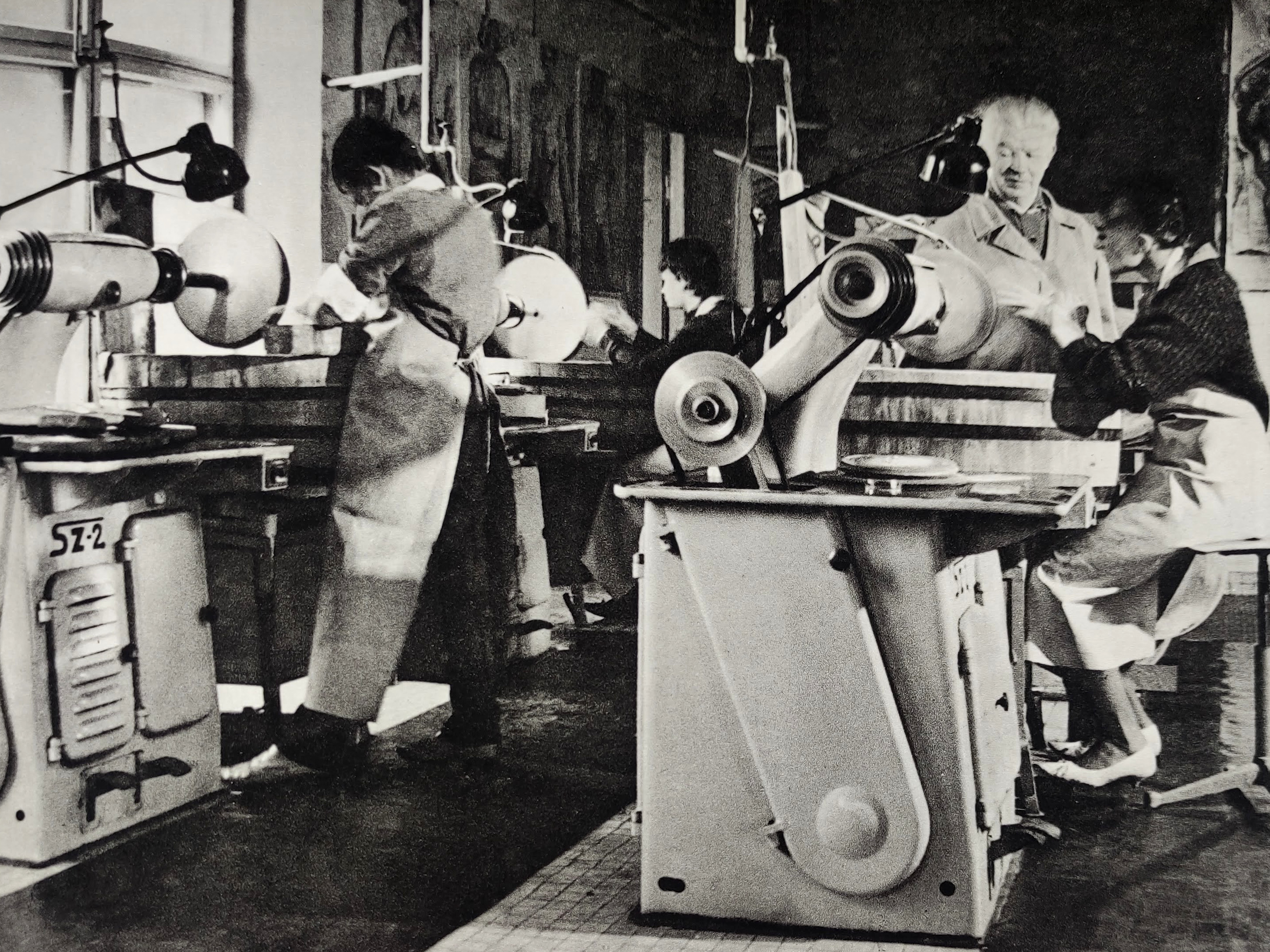
Pracownia obróbki szkła

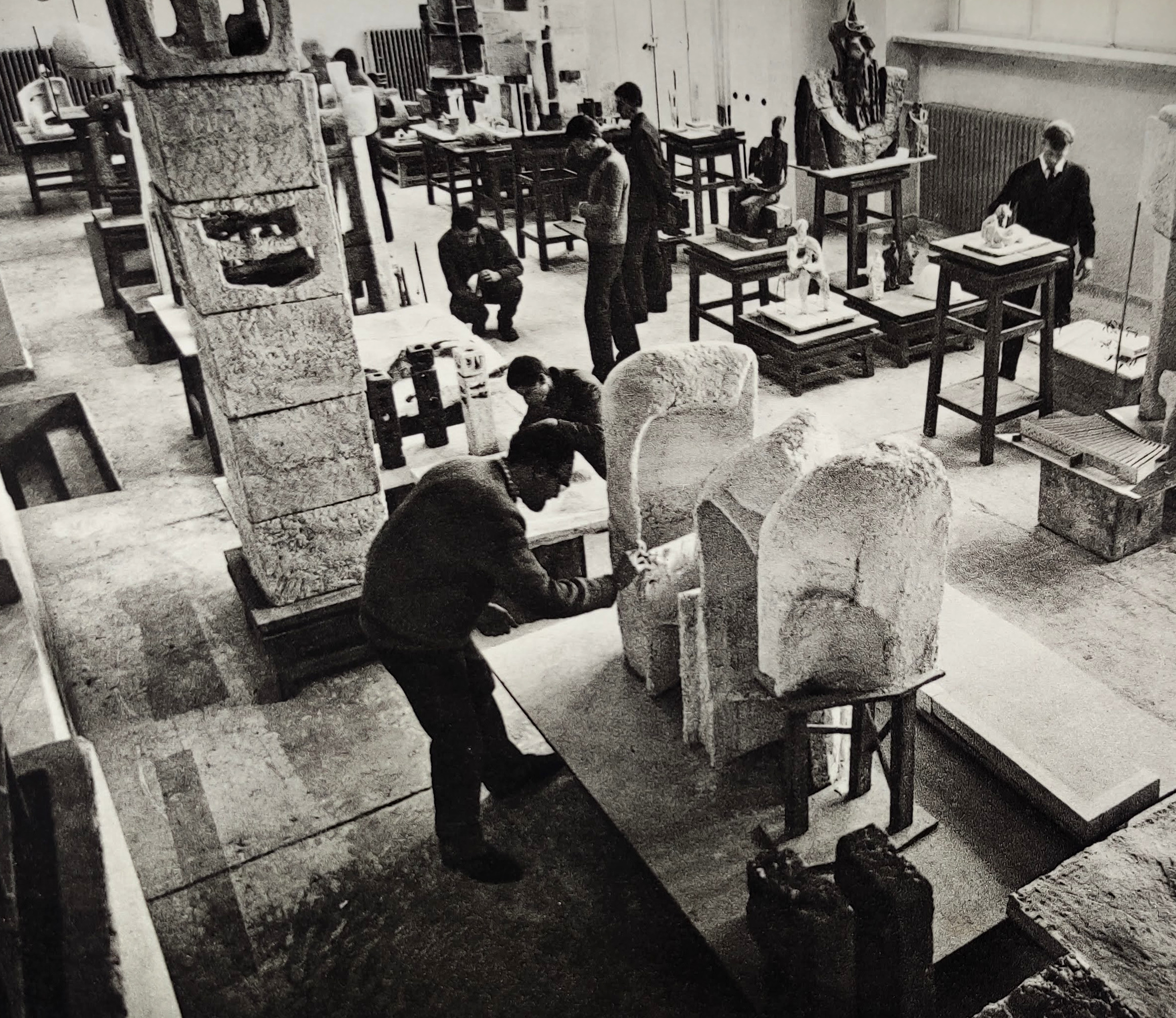
Pracownia rzeźby ceramicznej

  - Katedra Malarstwa Architektonicznego i Multimediów
- Wydział Grafiki i Sztuki Mediów
  - Katedra Grafiki Artystycznej
  - Katedra Projektowania Graficznego
  - Katedra Sztuki Mediów
- Wydział Ceramiki i Szkła
  - Katedra Ceramiki
  - Katedra Szkła
  - Katedra Konserwacji i Restauracji Ceramiki i Szkła
  - Katedra Działań Interdyscyplinarnych w Ceramice i Szkle
- Wydział Architektury Wnętrz, Wzornictwa i Scenografii
  - Katedra Architektury Wnętrz
  - Katedra Mebla
  - Katedra Wzornictwa
  - Katedra Scenografii
- Wydział Rzeźby i Mediacji Sztuki
  - Katedra Rzeźby i Działań Przestrzennych
  - Katedra Technik Rzeźbiarskich
  - Katedra Mediacji Sztuki

20 maja 2019 r. zarządzeniem ówczesnego rektora Piotra Kielana utworzona została Szkoła doktorska oraz powołany został jej dziekan.

## Kształcenie
Uczelnia daje możliwość podjęcia studiów pierwszego i drugiego stopnia na trzynastu kierunkach prowadzonych w ramach pięciu wydziałów.
- Wydział Malarstwa i Rysunku
  - Malarstwo
  - Rysunek
- Wydział Grafiki i Sztuki Mediów
  - Grafika
  - Grafika - Projektowanie Graficzne
  - Sztuka mediów
  - Sztuka mediów - Fotografia i Multimedia
- Wydział Architektury Wnętrz i Wzornictwa
  - Architektura wnętrz
  - Scenografia
  - Wzornictwo
- Wydział Ceramiki i Szkła
  - Sztuka i Wzornictwo ceramiki
  - Sztuka i Wzornictwo szkła
  - Konserwacja i Restauracja dzieł sztuki
- Wydział Rzeźby i Mediacji Sztuki
  - Rzeźba
  - Mediacja sztuki
- Szkoła doktorska

## Galerie sztuki ASP
- Galeria Neon działająca w nowym budynku ASP. Zbieg ulic Traugutta i Krasińskiego.
- Muzeum ASP, ul. Traugutta
- Galeria za Szybą, ul. Plac Polski 3/4
- Galeria Postument, ul. Plac Polski 3/4
- Galeria pod Psem, ul. Modrzewskiego
- Poster Box, IV piętro, ul Traugutta
- Galeria Sztuki Współczesnej MD_S, ul Bolesława Chrobrego 24
- Galeria „Edukacja” (istniejąca do 2011)

## Rektorzy
- Eugeniusz Geppert (1946–1950)
- Mieczysław Pawełko (1950–1952)
- Stanisław Dawski (1952–1965)
- Stanisław Pękalski (1965–1967)
- Tadeusz Forowicz (1967–1980)
- Jan Jaromir Aleksiun (1980–1982)
- Rufin Kominek (1982–1984)
- Michał Jędrzejewski (1984–1990)

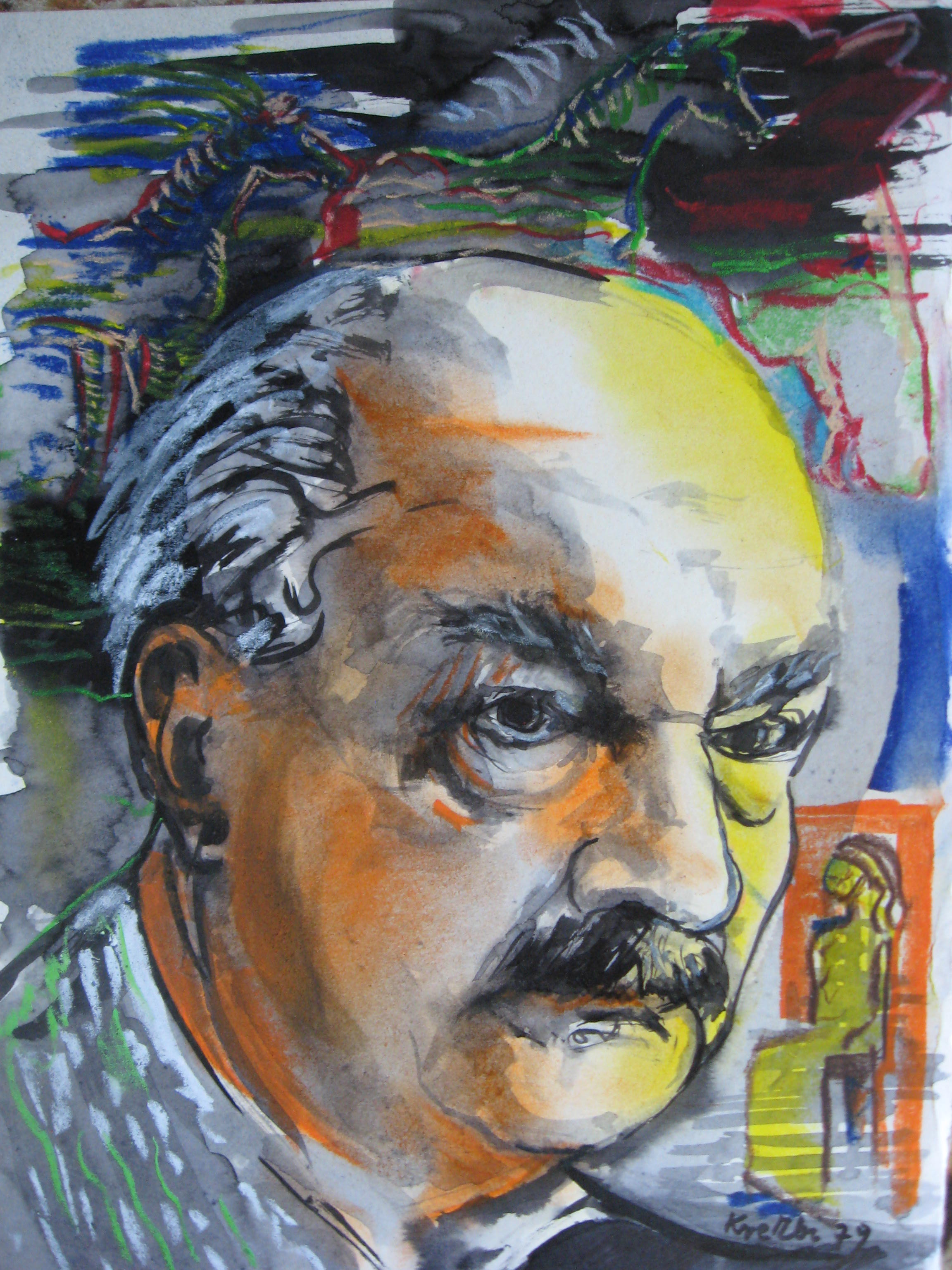
Eugeniusz Geppert

- Andrzej Klimczak-Dobrzaniecki (1990–1993)
- Konrad Jarodzki (1993–1999)
- Zbigniew Horbowy (1999–2005)
- Jacek Szewczyk (2005–2012)
- Piotr Kielan (2012–2020)
- Wojciech Pukocz (od 2020)

## Doktorzyhonoris causa
Doktorzy honoris causa:
- Balthazar Klossowski de Rola
- Stanisław Rodziński
- Richard Demarco
- Marcus Lüpertz
- Tadeusz Różewicz
- Stanisław Borowski
- Ryszard Horowitz
- Alessandro Mendini
- Mikael Kihlman
- Bogdan Zdrojewski
- Young-Jae Lee
- Czesław Zuber

## Galeria

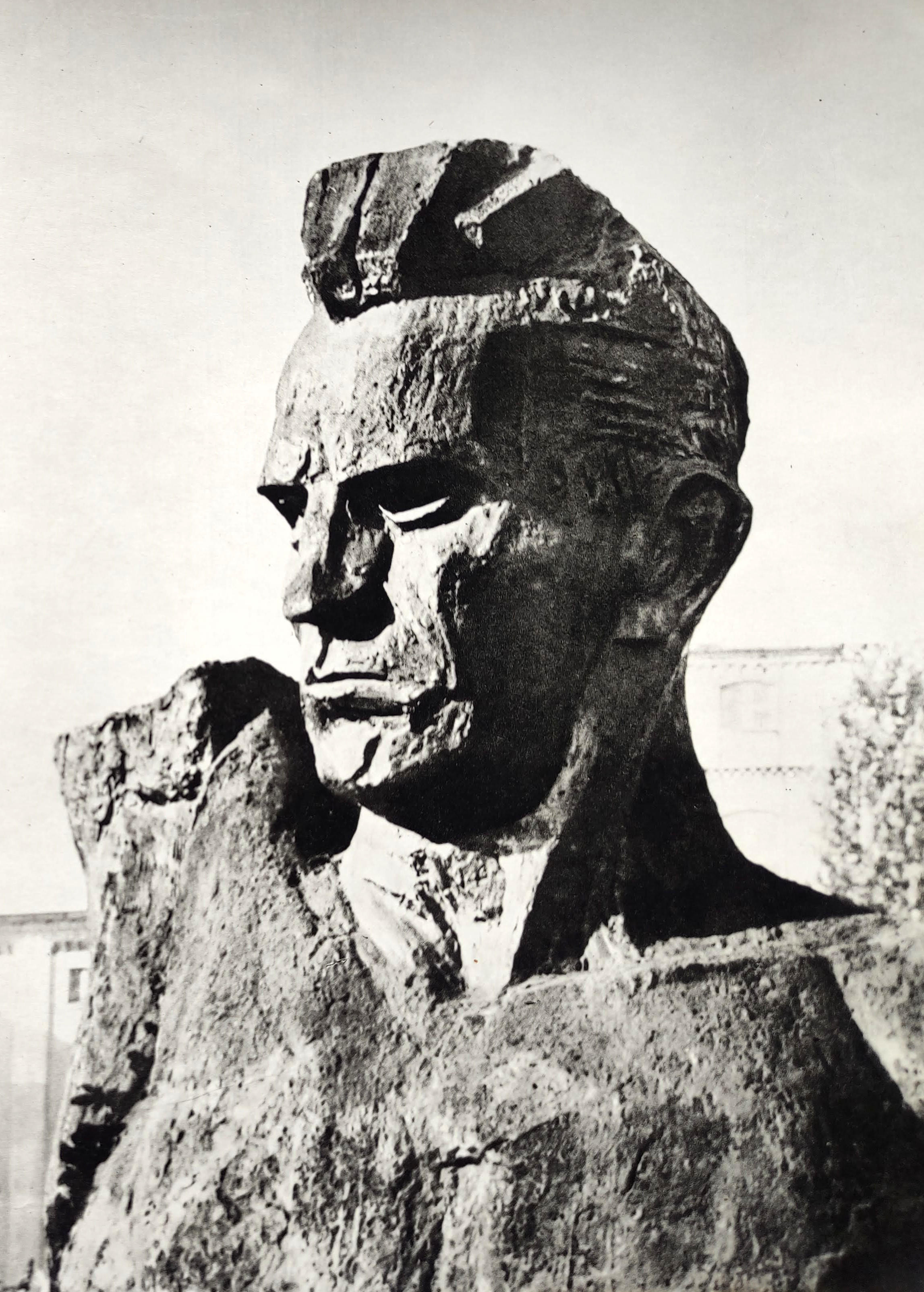
Xavery Dunikowski, Głowa robotnika. Pomnik przed ASP we Wrocławiu
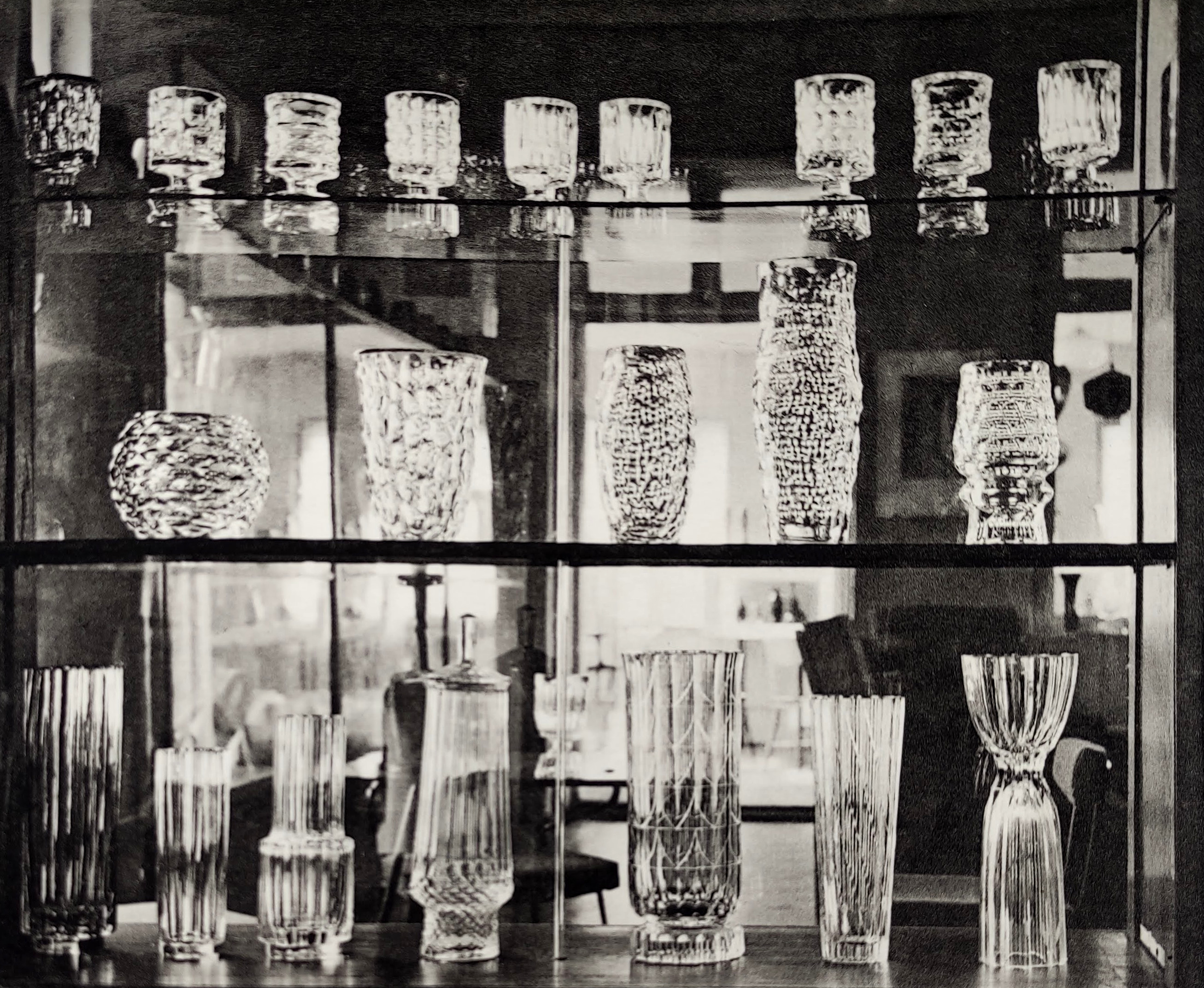
Naczynia kryształowe ze zbiorów muzeum ASP
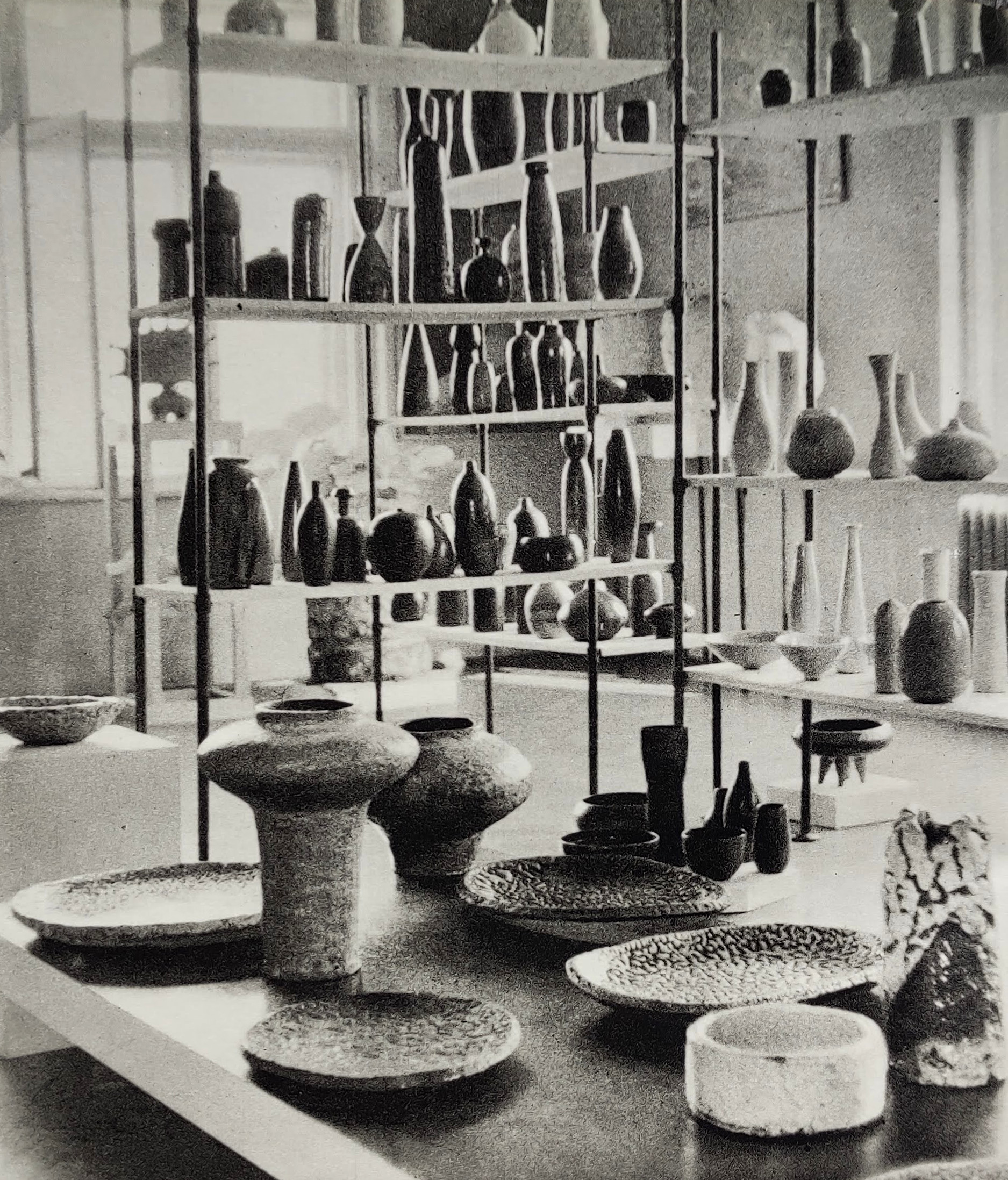
Ceramika użytkowa ze zbiorów muzeum ASP
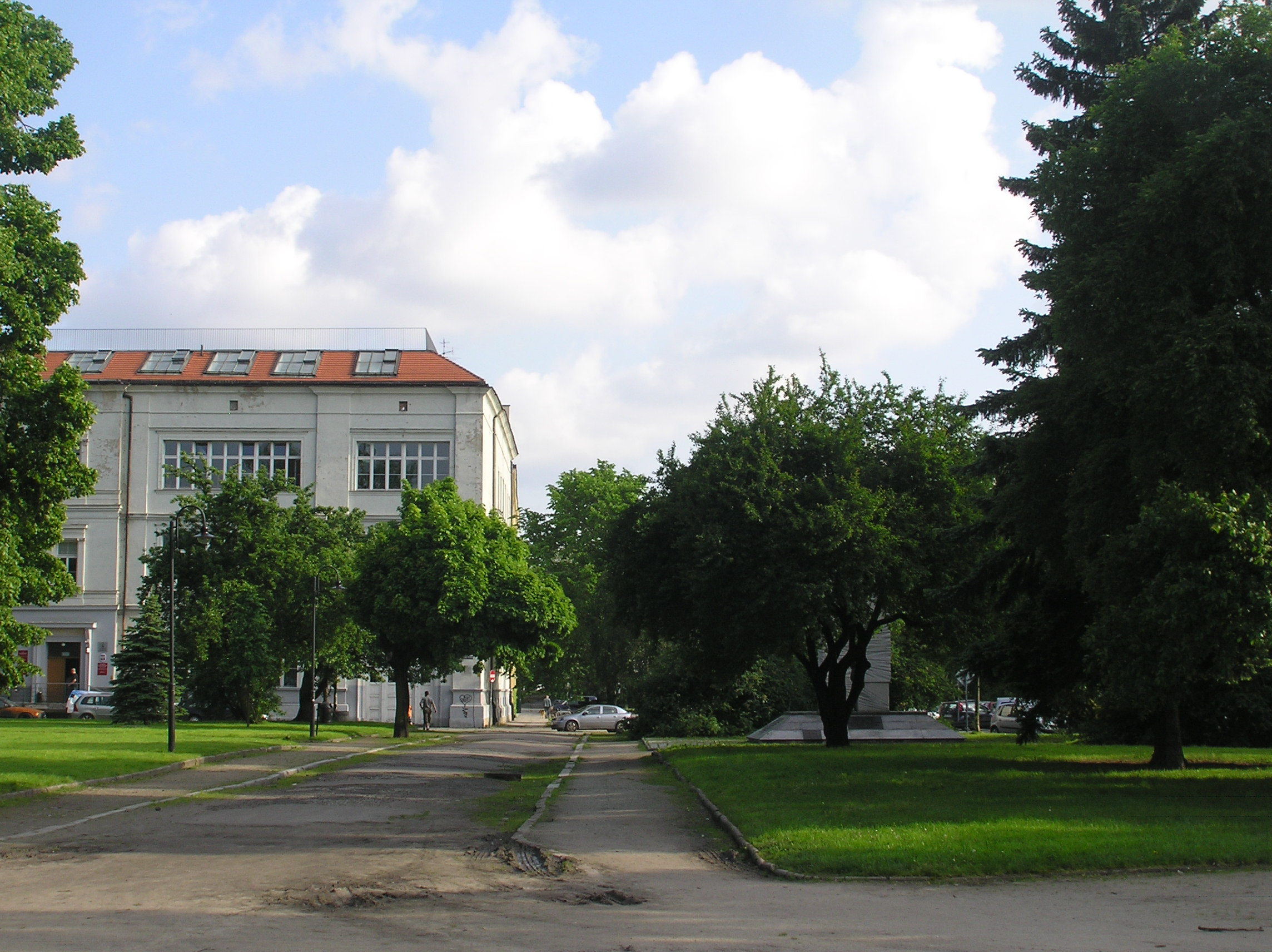
ASP Wrocław, od strony bulwaru Xawerego Dunikowskiego